# Sainte-Pience
Sainte-Pience est une ancienne commune française du département de la Manche et de la région Normandie, intégrée le 1er janvier 2016 au sein de la commune nouvelle du Parc.
L'agglomération du Parc est située sur la route reliant Avranches à Villedieu-les-Poêles et avant la construction de l'autoroute A84, elle était connue pour son feu au carrefour et les bouchons qu'il occasionnait pendant les périodes de vacances.

## Toponymie
Le nom de la localité est attesté sous les formes Sainte Pience en 1327, Sancta Pientia en 1412.
Selon une tradition non assurée, sainte Pience (Pientia) aurait été martyrisée dans le diocèse de Rouen au IIIe siècle.

## Histoire
Au Moyen Âge, on note la présence d'une maison forte près de l'étang au bout du chemin du vieux logis entouré par un parc à gibier. C'est Jean de Bayeux, évêque d'Avranches, qui fit construire le premier château du Parc qui sera jusqu'à la Révolution la résidence des évêques d'Avranches.
En 1712, Gilette Cousin (1665-1740) ouvrit, au pré Chennevière (Le Luot), une école interparoissiale de filles avec Sainte-Pience et Chavoy.
Au cours de la période révolutionnaire de la Convention nationale (1792-1795), la commune a porté le nom de Sapience.

## Politique et administration
| Période                                  | Période       | Identité         | Étiquette | Qualité              |
| ---------------------------------------- | ------------- | ---------------- | --------- | -------------------- |
| 1945                                     | 1961          | Henry Plaut      |           |                      |
| avant 1995                               | 1997          | Maurice Ménard   |           |                      |
| 1997                                     | avril 2014    | Rolande Martinet |           | Agricultrice         |
| avril 2014                               | décembre 2015 | Jérôme Chardron  | SE        | Chaudronnier soudeur |
| Les données manquantes sont à compléter. |               |                  |           |                      |

## Démographie
L'évolution du nombre d'habitants est connue à travers les recensements de la population effectués dans la commune depuis 1793. À partir du 1er janvier 2009, les populations légales des communes sont publiées annuellement dans le cadre d'un recensement qui repose désormais sur une collecte d'information annuelle, concernant successivement tous les territoires communaux au cours d'une période de cinq ans. 
Pour les communes de moins de 10 000 habitants, une enquête de recensement portant sur toute la population est réalisée tous les cinq ans, les populations légales des années intermédiaires étant quant à elles estimées par interpolation ou extrapolation. Pour la commune, le premier recensement exhaustif entrant dans le cadre du nouveau dispositif a été réalisé en 2004,.
En 2013, la commune comptait 318 habitants, en évolution de +19,1 % par rapport à 2008 (Manche : +0,44 %, France hors Mayotte : +2,49 %).
| 1793 | 1800 | 1806 | 1821 | 1831 | 1836 | 1841 | 1846 | 1851 |
| ---- | ---- | ---- | ---- | ---- | ---- | ---- | ---- | ---- |
| 514  | 517  | 548  | 590  | 559  | 548  | 639  | 631  | 640  |

| 1856 | 1861 | 1866 | 1872 | 1876 | 1881 | 1886 | 1891 | 1896 |
| ---- | ---- | ---- | ---- | ---- | ---- | ---- | ---- | ---- |
| 610  | 654  | 701  | 658  | 674  | 624  | 581  | 537  | 527  |

| 1901 | 1906 | 1911 | 1921 | 1926 | 1931 | 1936 | 1946 | 1954 |
| ---- | ---- | ---- | ---- | ---- | ---- | ---- | ---- | ---- |
| 537  | 553  | 514  | 469  | 469  | 443  | 419  | 435  | 457  |

| 1962 | 1968 | 1975 | 1982 | 1990 | 1999 | 2004 | 2009 | 2013 |
| ---- | ---- | ---- | ---- | ---- | ---- | ---- | ---- | ---- |
| 387  | 349  | 256  | 256  | 230  | 238  | 246  | 282  | 318  |

## Lieux et monuments
- Église Notre-Dame (XVIIe – XVIIIe siècles) avec tour-porche d'époque classique à balustrade et pyramide[12]. Elle dépend de la paroisse Saint-Pierre-et-Saint-Paul du doyenné du Pays de Granville-Villedieu[13]. Elle abrite une clôture de chœur du XVIIe, une chaire à prêcher du XVIIIe, des autels latéraux nord et sud du XVIIIe, portail de l'ancienne chapelle Saint-Armel[5].
- Fontaine Saint-Armel sur le parking de l'église.
- Croix de la Rimberdière (1639) en granit gris.
- Calvaire de la Lamberdière daté de 1756.
- Presbytère daté de 1758.
- Dans le cimetière, les statues de sainte Catherine d'Alexandrie et de sainte Pience du XVe siècle, et croix de cimetière datée de 1807.
- Château du Parc du XVIIIe siècle (1769) avec avant-corps central à fronton. Il fut la possession de Marie-Henry Plaut (1898-1970) et de sa fille Isabelle (1913-1988), résistants pendant la Seconde Guerre mondiale. Le pavillon de chasse du château et le restaurant servirent de quartier général à la Résistance du Sud-Manche[5].
- Manoir de la Porte du XVIe siècle.
- Manoir de la Duretière du XVe siècle.
- Maison Neuve 1800.
- Ancienne grange dîmière.
- Bois du Parc.

## Héraldique
| Blason de Sainte-Pience | Blason  | Coupé: au 1er parti au I d'azur à l'épée renversée d'argent brochant sur deux crosses d'or passées en sautoir, au II d'or au chêne au naturel, au 2e de gueules à deux léopards d'or, armés et lampassé d'azur, l'un au-dessus de l'autre. Différences entre dessin et blasonnement : Le chêne est dessiné "arraché", ce qui n'est pas dit.. |
| Blason de Sainte-Pience | Détails | Les léopards d'or sur champ de gueules rappellent les armes de la Normandie |